# Rolf Stommelen
Rolf Johann Stommelen (Siegen, 11 luglio 1943 – Riverside, 24 aprile 1983) è stato un pilota automobilistico tedesco di Formula 1 e di vetture Sport Prototipo, grande specialista anche delle corse in salita.

## Biografia
Dopo svariati successi nelle corse Endurance e in salita, dove corse anche con la Porsche 909 "Bergspyder", gareggiò in Formula 1 dal 1969 al 1978 senza ottenere risultati di rilievo. 
Vinse la Targa Florio del 1967 portando al successo la Porsche 910 insieme a Paul Hawkins.
Nel Gran Premio di Spagna 1975 in seguito al cedimento dell'alettone posteriore della sua Hill piombò in mezzo al pubblico, causando la morte di quattro persone e la sospensione della gara, che non venne più ripresa e, poiché in quel momento non era stato compiuto almeno il 75% della corsa, vennero attributi solo metà dei punti previsti ai primi sei classificati.
Al momento del drammatico incidente, Stommelen era al comando della corsa; il pilota riportò severe fratture ,e ferite, agli arti inferiori.
Dopo essersi ristabilito dall'incidente tornò alle corse di durata, nelle quali divenne uno dei migliori piloti dell'epoca, conquistando buoni piazzamenti, oltre che pole position, alla 24 Ore di Le Mans, gareggiando principalmente a bordo di vetture Porsche e Alfa Romeo.

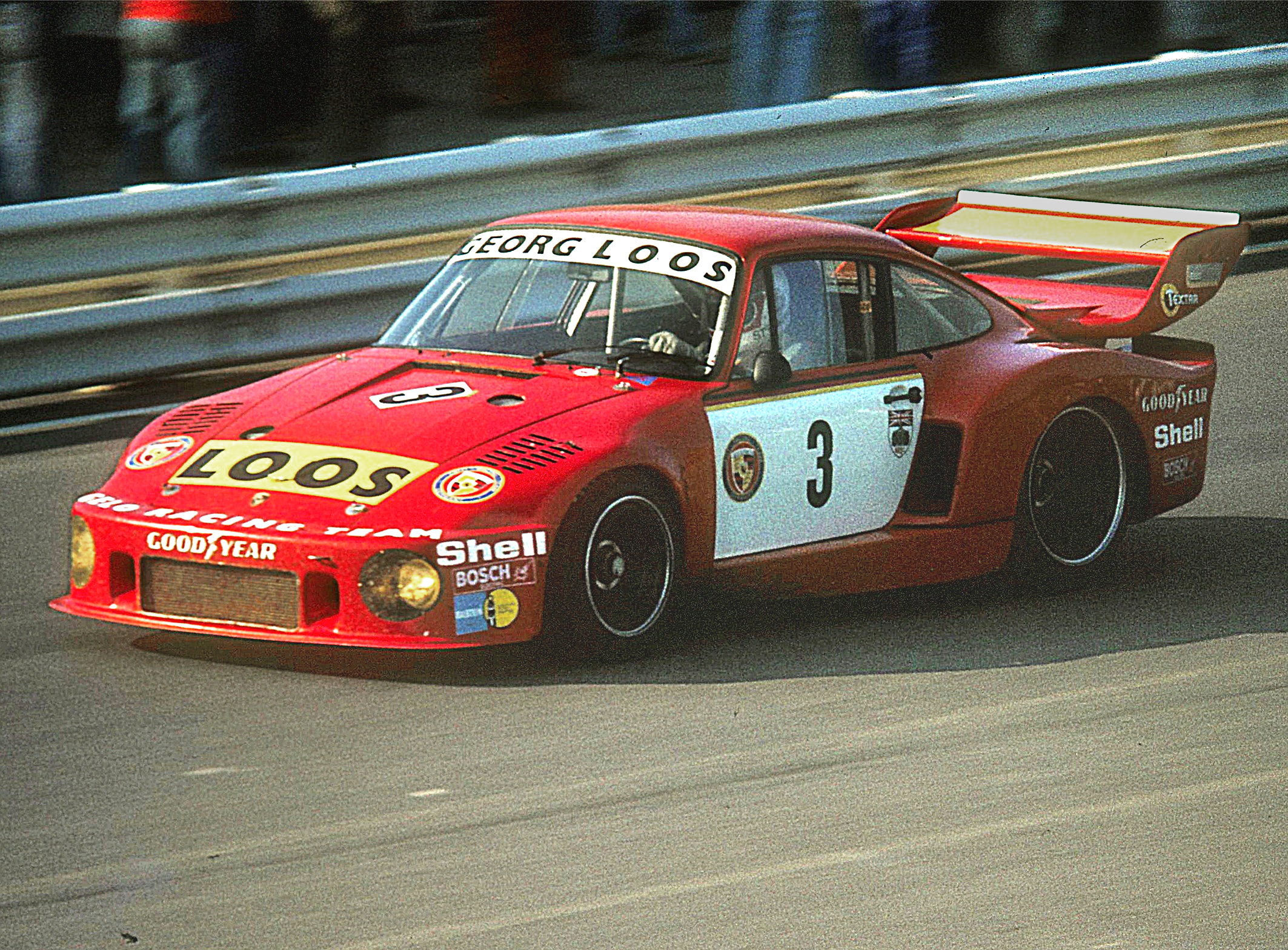
Stommelen nel 1977 a bordo di una Porsche 935

Fu proprio a bordo di una Porsche 935 che perse la vita in una gara del campionato IMSA statunitense il 24 aprile 1983, ancora una volta a causa del cedimento dell'alettone posteriore.
Oggi Stommelen riposa nel cimitero di Melaten, a Colonia.

## Risultati completi in Formula 1
| 1969 | Scuderia | Vettura |  |  |  |  |  |  |   |  |  |  |  |  |  |  |  |  |  | Punti | Pos. |
| ---- | -------- | ------- |  |  |  |  |  |  | - |  |  |  |  |  |  |  |  |  |  | ----- | ---- |
| 1969 | Lotus    | 59B F2  |  |  |  |  |  |  | 8 |  |  |  |  |  |  |  |  |  |  | 0     |      |

| 1970 | Scuderia | Vettura |     |     |    |   |    |   |    |   |   |   |     |    |     |  |  |  |  | Punti | Pos. |
| ---- | -------- | ------- | --- | --- | -- | - | -- | - | -- | - | - | - | --- | -- | --- |  |  |  |  | ----- | ---- |
| 1970 | Brabham  | BT33    | Rit | Rit | NQ | 5 | NQ | 7 | NP | 5 | 3 | 5 | Rit | 12 | Rit |  |  |  |  | 10    | 11º  |

| 1971 | Scuderia | Vettura   |    |     |   |    |    |   |    |   |    |     |  |  |  |  |  |  |  | Punti | Pos. |
| ---- | -------- | --------- | -- | --- | - | -- | -- | - | -- | - | -- | --- |  |  |  |  |  |  |  | ----- | ---- |
| 1971 | Surtees  | TS7 e TS9 | 12 | Rit | 6 | SQ | 11 | 5 | 10 | 7 | NP | Rit |  |  |  |  |  |  |  | 3     | 20º  |

| 1972 | Scuderia        | Vettura |  |    |     |    |    |    |    |     |    |  |  |  |  |  |  |  |  | Punti | Pos. |
| ---- | --------------- | ------- |  | -- | --- | -- | -- | -- | -- | --- | -- |  |  |  |  |  |  |  |  | ----- | ---- |
| 1972 | Eifelland-March | E21     |  | 13 | Rit | 10 | 11 | 16 | 10 | Rit | 15 |  |  |  |  |  |  |  |  | 0     |      |

| 1973 | Scuderia | Vettura |  |  |  |  |  |  |  |  |  |  |    |     |    |    |  |  |  | Punti | Pos. |
| ---- | -------- | ------- |  |  |  |  |  |  |  |  |  |  | -- | --- | -- | -- |  |  |  | ----- | ---- |
| 1973 | Brabham  | BT42    |  |  |  |  |  |  |  |  |  |  | 11 | Rit | 12 | 12 |  |  |  | 0     |      |

| 1974 | Scuderia | Vettura |  |  |  |  |  |  |  |  |  |  |  |     |     |    |    |  |  | Punti | Pos. |
| ---- | -------- | ------- |  |  |  |  |  |  |  |  |  |  |  | --- | --- | -- | -- |  |  | ----- | ---- |
| 1974 | Lola     | T370    |  |  |  |  |  |  |  |  |  |  |  | Rit | Rit | 11 | 12 |  |  | 0     |      |

| 1975 | Scuderia  | Vettura  |    |    |   |     |  |  |  |  |  |  |  |    |     |  |  |  |  | Punti | Pos. |
| ---- | --------- | -------- | -- | -- | - | --- |  |  |  |  |  |  |  | -- | --- |  |  |  |  | ----- | ---- |
| 1975 | Lola Hill | T370 GH1 | 13 | 14 | 7 | Rit |  |  |  |  |  |  |  | 16 | Rit |  |  |  |  | 0     |      |

| 1976 | Scuderia        | Vettura    |  |  |  |  |  |  |  |  |  |   |  |    |     |  |  |  |  | Punti | Pos. |
| ---- | --------------- | ---------- |  |  |  |  |  |  |  |  |  | - |  | -- | --- |  |  |  |  | ----- | ---- |
| 1976 | Brabham Hesketh | BT45 P308D |  |  |  |  |  |  |  |  |  | 6 |  | 12 | Rit |  |  |  |  | 1     | 20º  |

| 1978 | Scuderia | Vettura  |  |  |   |   |     |     |    |    |    |    |    |    |    |    |    |    |  | Punti | Pos. |
| ---- | -------- | -------- |  |  | - | - | --- | --- | -- | -- | -- | -- | -- | -- | -- | -- | -- | -- |  | ----- | ---- |
| 1978 | Arrows   | FA1 e A1 |  |  | 9 | 9 | Rit | Rit | 14 | 14 | 15 | NQ | SQ | NQ | NQ | NQ | 16 | NQ |  | 0     |      |

| Legenda | 1º posto     | 2º posto | 3º posto    | A punti         | Senza punti/Non class.  | Grassetto – Pole position Corsivo – Giro più veloce |
| Legenda | Squalificato | Ritirato | Non partito | Non qualificato | Solo prove/Terzo pilota | Grassetto – Pole position Corsivo – Giro più veloce |